# Grebenișu de Câmpie
Grebenișu de Câmpie (Mezőgerebenes en hongrois, gerbesch en allemand) est une commune roumaine du județ de Mureș, dans la région historique de Transylvanie et dans la région de développement du Centre.

## Géographie
La commune de Grebenișu de Câmpie est située au nord-ouest du județ, sur la rivière Hârtoape, affluent de la Lechința et sous-affluent du Mureș, dans les collines de Combod, à 25 km à l'ouest de Târgu Mureș.
La municipalité est composée des trois villages suivants (population en 2002) :
- Grebenișu de Câmpie (1 027), siège de la municipalité ;
- Leorința (135) ;
- Valea Sâppetrului (480).

## Histoire
La commune de Grebenișu de Câmpie a appartenu au royaume de Hongrie, puis à l'empire d'Autriche et à l'Empire austro-hongrois.
En 1876, lors de la réorganisation administrative de la Transylvanie, elle a été rattachée au comitat de Maros-Torda.
La commune de Grebenișu de Câmpie a rejoint la Roumanie en 1920, au traité de Trianon, lors de la désagrégation de l'Autriche-Hongrie. Après le deuxième arbitrage de Vienne, elle a été occupée par la Hongrie de 1940 à 1944. Elle est redevenue roumaine en 1945.

## Politique
| Parti | Parti                                                 | Sièges |
| ----- | ----------------------------------------------------- | ------ |
|       | Parti social-démocrate (PSD)                          | 6      |
|       | Parti de la Grande Roumanie (PRM)                     | 2      |
|       | Parti national libéral (PNL)                          | 1      |
|       | Union nationale pour le progrès de la Roumanie (UNPR) | 1      |
|       | Parti des Roms « Pro-Europe »                         | 1      |

## Religions
En 2002, la composition religieuse de la commune était la suivante :
- Chrétiens orthodoxes, 88,73 % ;
- Pentecôtistes, 4,68 % ;
- Adventistes du septième jour, 4,08 %.

## Démographie
En 1910, la commune comptait 942 Roumains (75,66 %) et 172 Hongrois (13,82 %).
En 1930, on recensait 1 535 Roumains (90,88 %), 138 Hongrois (8,17 %) et 14 Tsiganes (0,10 %).
En 2002, 1 451 Roumains (88,36 %) côtoient 19 Hongrois (1,15 %) et 172 Tsiganes (10,47 %). On comptait à cette date 520 ménages et 540 logements.
| 1850 | 1880 | 1900  | 1910  | 1930  | 1956  | 1977  | 1992  | 2002  |
| ---- | ---- | ----- | ----- | ----- | ----- | ----- | ----- | ----- |
| 866  | 922  | 1 207 | 1 245 | 1 689 | 2 501 | 2 064 | 1 455 | 1 642 |

| 2007  | - | - | - | - | - | - | - | - |
| ----- | - | - | - | - | - | - | - | - |
| 1 637 | - | - | - | - | - | - | - | - |

## Économie
L'économie de la commune repose sur l'agriculture et l'élevage.

## Communications

### Routes
La commune est traversée par la route régionale DJ151 Târgu Mureș-Band-Șăulia.